# Ceriana regale
Ceriana regale är en tvåvingeart som först beskrevs av Violovitsh 1985.  Ceriana regale ingår i släktet griffelblomflugor, och familjen blomflugor. Inga underarter finns listade i Catalogue of Life.